# Nus gordià

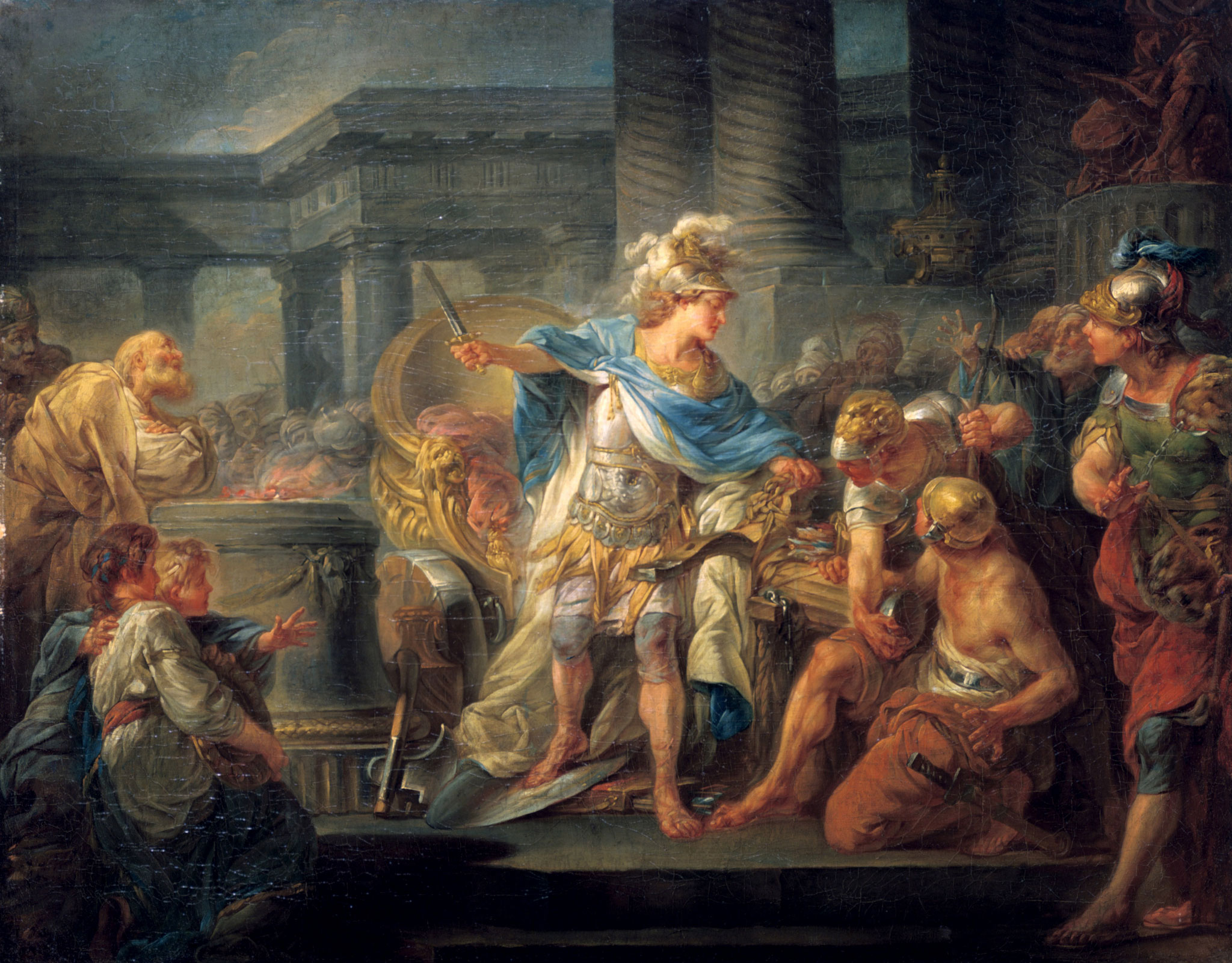
Alexandre tallant el nus gordià, de Jean-Simon Berthélemy (1743–1811).

L'expressió nus gordià procedix d'una llegenda segons la qual un rei de Gòrdion a Frígia (actual Anatòlia) anomenat Gordios portava els seus bous lligats al jou amb unes cordes nugades de manera tan complicada que era impossible deslligar-les. Aquest home va complir un auguri que promulgava el fet que el futur rei de Frígia vindria per la Porta de l'Est acompanyat d'un corb que es posaria en el seu carro. Segons les tradicions, qui aconseguira deslligar el nus gordià podria conquerir Orient.
Quan Alexandre el Gran (356–323 aC) es dirigia a conquerir l'Imperi Persa, en el 333 aC, després de travessar l'Hel·lespont, va conquerir Frígia, on es va enfrontar al dilema de deslligar el nus. Va solucionar el problema tallant el nus amb la seua espasa. Aqueixa nit va haver-hi una tempesta de llamps, simbolitzant, segons Alexandre, que Zeus estava d'acord amb la solució, i va dir: «és el mateix tallar-lo que deslligar-lo». Efectivament, Alexandre va conquerir Orient.
Per això hom fa servir l'expressió «complicat com un nus gordià» per a referir-se a una situació o fet de difícil solució o desenllaç, en especial quan aquesta situació només admet solucions creatives o pròpies del pensament lateral.
També se sol utilitzar l'expressió «nus gordià» per a referir-se a l'essència d'una qüestió, de per si de difícil comprensió, de tal manera que, deslligant el nus, és a dir, descobrint l'essència del problema, podrem revelar totes les seues implicacions.